# 도매매
도매매는 2017년 첫 서비스를 시작한 대한민국 B2B 배송대행 플랫폼으로, 지앤지커머스가 운영하는 서비스이다.
전문셀러 (오픈마켓, 온라인 쇼핑몰 창업자) 대상 무재고·무사입 배송대행 서비스를 제공하는 사업자 활영 전용몰로, 전문셀러가 도매매 상품을 타 오픈마켓에 낱개로 판매할 수 있도록 지원하며, 주문이 들어온 제품을 상품공급사(제조 및 유통사)에서 직접 배송을 대행한다.  
도매매는 전문셀러 양성을 위한 교육기관 '도매꾹도매매교육센터'를 운영 중이다. 2022년 5월 기준 도매꾹도매매교육센터가 양성한 전문셀러는 약 16,000명에 달한다.